# Katowice
Katowice ([katɔˈvʲit͡sɛ]ⓘ en silesiano: Katowicy, en checo: Katovice,  en alemán: Kattowitz) es una ciudad polaca perteneciente a la región histórica de Alta Silesia en la Polonia meridional, a orillas de los ríos Klodnica y Rawa.
Desde 1999, Katowice es la capital del voivodato de Silesia y, anteriormente, era la capital del voivodato de Katowice. Katowice es la ciudad más importante del Área Industrial de Silesia Superior. Tiene una población de 354 000 habitantes (1999), con un área urbana de Katowice de 2 700 000 habitantes y área metropolitana de Silesia de 5 294 000 habitantes.

## Historia
El área donde en la actualidad se asienta Katowice, en la región de Alta Silesia, ha estado habitada por tribus eslavas desde ante del siglo X. Fue gobernada primero por los Piastas de Silesia hasta su extinción en 1675. A partir de 1335, se tiene constancia de que formaba parte de la Corona de Bohemia. En 1526, el territorio pasa a la monarquía de los Habsburgo de Austria después de la muerte del rey Luis II de Hungría. En 1742, la mayor parte de Silesia fue incorporada por el reino de Prusia durante la primera guerra de Silesia.
Katowice (por aquel entonces conocida bajo el nombre alemán de Kattowitz) ganó el estatus de ciudad en 1865, pasando a ser una de las principales ciudades de la provincia prusiana de Silesia. La ciudad pasó a ser uno de los principales focos de la industria minera gracias a la gran cantidad de carbón hallado en las montañas cercanas a la ciudad. La llegada de la Revolución industrial aceleró aún más el crecimiento de Katowice, y la industria del carbón y del acero hizo que la población aumentara rápidamente de menos de quinientas personas a más de dos mil habitantes. A final del siglo XIX, Katowice estaba habitada en su mayoría por alemanes, silesios, judíos y polacos. 

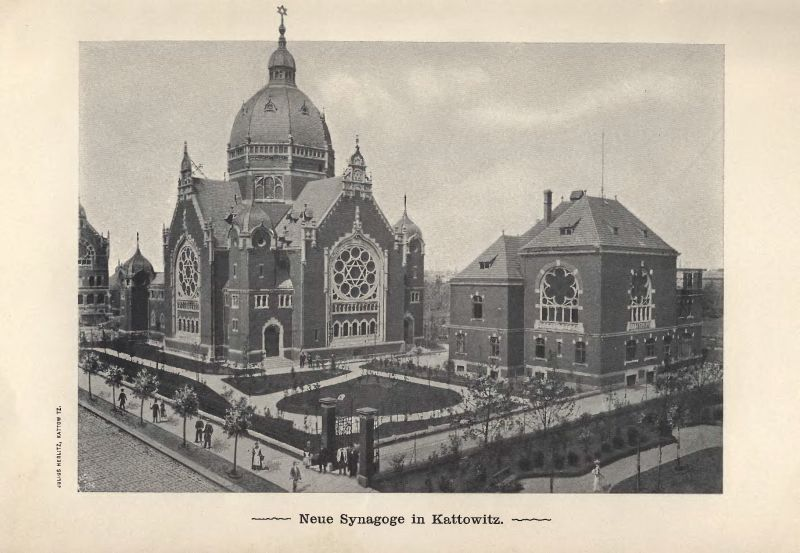
La Gran Sinagoga de Katowice fue destruida por los nazis alemanes el 4 de septiembre de 1939

En virtud del Tratado de Versalles después de la Primera Guerra Mundial, la Sociedad de Naciones convocó un plebiscito para repartir la región de Alta Silesia entre la República de Weimar y la Segunda República Polaca. Los resultados finales determinaron que Katowice pasaría a formar parte de Polonia, aunque solo 3900 habitantes votaron a favor de Polonia, mientras 22 774 votaron a favor de Alemania. Sin embargo, la invasión alemana a Polonia en 1939 hizo que Katowice volviese a ser una ciudad de la Alemania nazi. Tras haber sido ocupado por el Ejército Rojo en 1945, y después de la República Popular de Polonia adoptase un régimen comunista, la ciudad fue renombrada Stalinogród en honor a Iósif Stalin en 1953. El nombre fue cambiado tres años después por el de Katowice. 
En la actualidad, Katowice es uno de los principales centros industriales y económicos de Polonia. La caída del comunismo en el país permitió que la ciudad desarrollase su actividad comercial, siendo uno de los principales centros financieros, junto con Varsovia y Cracovia, del país.

## Geografía

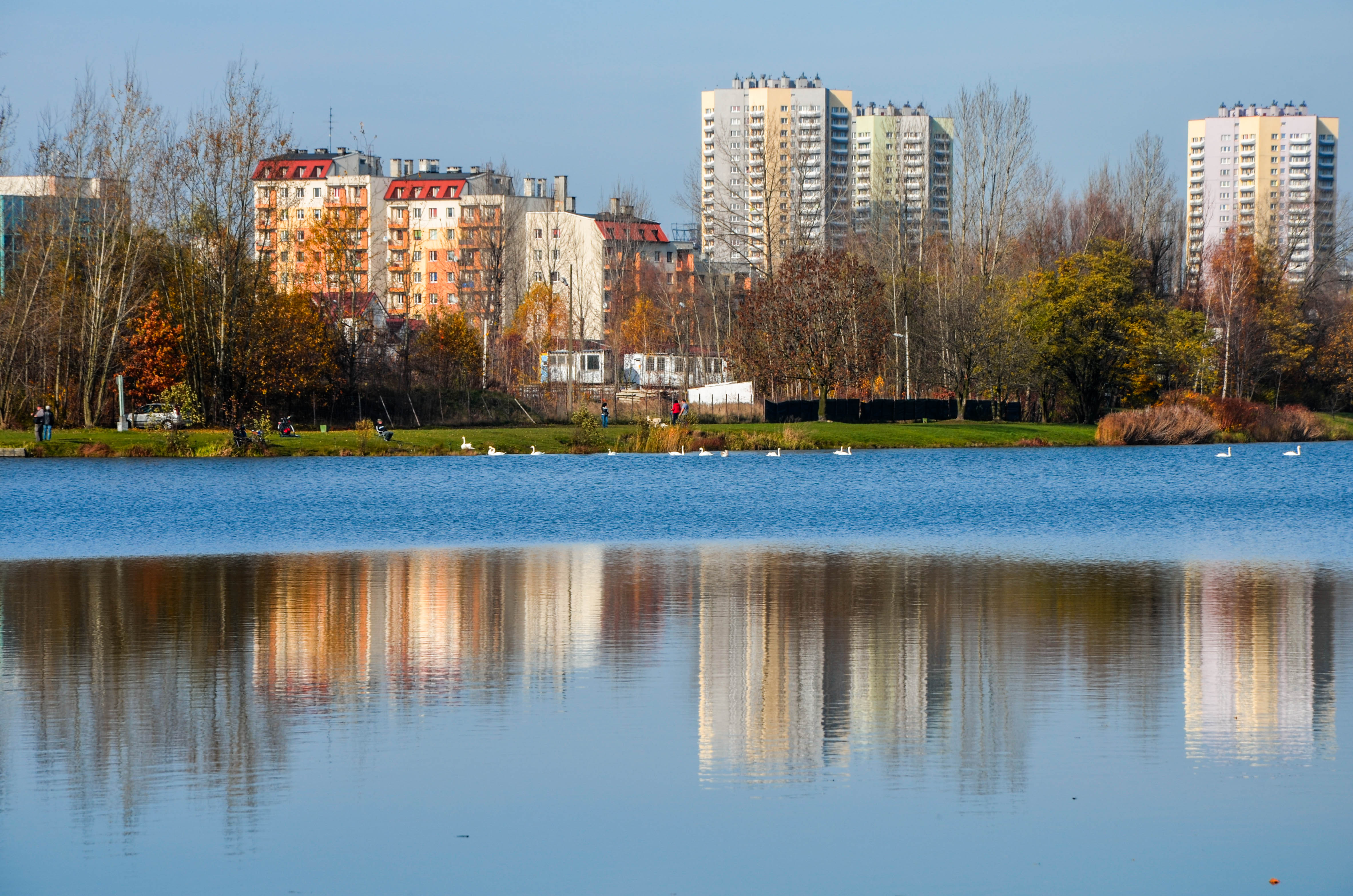
Valle de los Tres Estanques, parque y complejo recreativo y deportivo

Katowice es una ciudad ubicada en la región de Alta Silesia, en el sur de Polonia, en los ríos Kłodnica y Rawa (afluentes del Oder y el Vístula, respectivamente). Katowice se halla en las parte oriental de las tierras altas de Silesia, a unos 50 km al norte de las Montañas Beskidy (parte del sistema montañoso de los Cárpatos) y a alrededor de 100 km al nordeste de los Sudetes. Katowice posee una de las mayores áreas metropolitanas de Europa, superando los dos millones de habitantes. Entre las ciudades que forman la Unión Metropolitana de Alta Silesia (a nivel nacional) y el área metropolitana de Silesia (que abarca desde Katowice hasta Ostrava, en la República Checa) están Chorzów, Sosnowiec, Lędziny, Tychy, Mikołów, Ruda Śląska y Czeladź. A menos de 600 km de Katowice están las capitales de seis países: Berlín, Viena, Praga, Bratislava, Budapest y Varsovia.

### Clima
El clima de Katowice es templado y continental. La temperatura media anual es de 8,2 °C, siendo de -1,5 °C en enero y 18 °C en julio. La Puerta Morava hace que en Katowice haya rachas de viento de hasta 2 m/s y precipitaciones de 608.5 mm al año. 
| Parámetros climáticos promedio de Katowice (1991-2020) | Parámetros climáticos promedio de Katowice (1991-2020) | Parámetros climáticos promedio de Katowice (1991-2020) | Parámetros climáticos promedio de Katowice (1991-2020) | Parámetros climáticos promedio de Katowice (1991-2020) | Parámetros climáticos promedio de Katowice (1991-2020) | Parámetros climáticos promedio de Katowice (1991-2020) | Parámetros climáticos promedio de Katowice (1991-2020) | Parámetros climáticos promedio de Katowice (1991-2020) | Parámetros climáticos promedio de Katowice (1991-2020) | Parámetros climáticos promedio de Katowice (1991-2020) | Parámetros climáticos promedio de Katowice (1991-2020) | Parámetros climáticos promedio de Katowice (1991-2020) | Parámetros climáticos promedio de Katowice (1991-2020) |
| Mes                                                    | Ene.                                                   | Feb.                                                   | Mar.                                                   | Abr.                                                   | May.                                                   | Jun.                                                   | Jul.                                                   | Ago.                                                   | Sep.                                                   | Oct.                                                   | Nov.                                                   | Dic.                                                   | Anual                                                  |
| ------------------------------------------------------ | ------------------------------------------------------ | ------------------------------------------------------ | ------------------------------------------------------ | ------------------------------------------------------ | ------------------------------------------------------ | ------------------------------------------------------ | ------------------------------------------------------ | ------------------------------------------------------ | ------------------------------------------------------ | ------------------------------------------------------ | ------------------------------------------------------ | ------------------------------------------------------ | ------------------------------------------------------ |
| Temp. máx. abs. (°C)                                   | 14.7                                                   | 18.8                                                   | 22.8                                                   | 29.5                                                   | 32.2                                                   | 34.6                                                   | 35.7                                                   | 37.2                                                   | 34.4                                                   | 26.6                                                   | 20.9                                                   | 18.2                                                   | 37.2                                                   |
| Temp. máx. media (°C)                                  | 1.8                                                    | 3.7                                                    | 8.2                                                    | 14.9                                                   | 19.6                                                   | 22.9                                                   | 24.9                                                   | 24.6                                                   | 19.2                                                   | 13.7                                                   | 7.8                                                    | 2.7                                                    | 13.7                                                   |
| Temp. media (°C)                                       | -1.2                                                   | 0.1                                                    | 3.6                                                    | 9.3                                                    | 13.8                                                   | 17.3                                                   | 19.1                                                   | 18.6                                                   | 13.7                                                   | 8.9                                                    | 4.2                                                    | -0.0                                                   | 9                                                      |
| Temp. mín. media (°C)                                  | -4.3                                                   | -3.4                                                   | -0.7                                                   | 3.5                                                    | 8.0                                                    | 11.7                                                   | 13.3                                                   | 12.9                                                   | 8.9                                                    | 4.6                                                    | 0.9                                                    | -2.9                                                   | 4.4                                                    |
| Temp. mín. abs. (°C)                                   | -27.4                                                  | -30.0                                                  | -20.8                                                  | -8.2                                                   | -3.4                                                   | -0.3                                                   | 4.8                                                    | 3.1                                                    | -3.4                                                   | -8.0                                                   | -16.3                                                  | -24.4                                                  | -30.0                                                  |
| Precipitación total (mm)                               | 43.8                                                   | 39.4                                                   | 47.7                                                   | 44.9                                                   | 75.7                                                   | 78.7                                                   | 103.8                                                  | 73.1                                                   | 69.9                                                   | 53.4                                                   | 49.0                                                   | 43.8                                                   | 723.2                                                  |
| Nevadas (cm)                                           | 197.4                                                  | 173.8                                                  | 67.3                                                   | 10.2                                                   | 0                                                      | 0                                                      | 0                                                      | 0                                                      | 0                                                      | 0.6                                                    | 26.1                                                   | 88.7                                                   | 564.1                                                  |
| Días de lluvias (≥ 1 mm)                               | 10.1                                                   | 9.1                                                    | 9.7                                                    | 7.9                                                    | 10.3                                                   | 10.0                                                   | 10.8                                                   | 9.0                                                    | 9.0                                                    | 9.1                                                    | 9.2                                                    | 9.5                                                    | 113.7                                                  |
| Días de nevadas (≥ 1 mm)                               | 17.7                                                   | 15.2                                                   | 6.1                                                    | 1.4                                                    | 0                                                      | 0                                                      | 0                                                      | 0                                                      | 0                                                      | 0.2                                                    | 4.4                                                    | 13.1                                                   | 58.1                                                   |
| Horas de sol                                           | 50.7                                                   | 70.6                                                   | 122.6                                                  | 182.7                                                  | 223.7                                                  | 230.6                                                  | 246.8                                                  | 241.3                                                  | 162.6                                                  | 114.5                                                  | 61.3                                                   | 43.0                                                   | 1750.4                                                 |
| Humedad relativa (%)                                   | 84.6                                                   | 80.5                                                   | 74.1                                                   | 66.5                                                   | 69.8                                                   | 70.8                                                   | 71.8                                                   | 73.4                                                   | 79.6                                                   | 83.0                                                   | 85.9                                                   | 86.3                                                   | 77.2                                                   |
| Fuente: Promedios y totales mensuales                  |                                                        |                                                        |                                                        |                                                        |                                                        |                                                        |                                                        |                                                        |                                                        |                                                        |                                                        |                                                        |                                                        |

## Educación

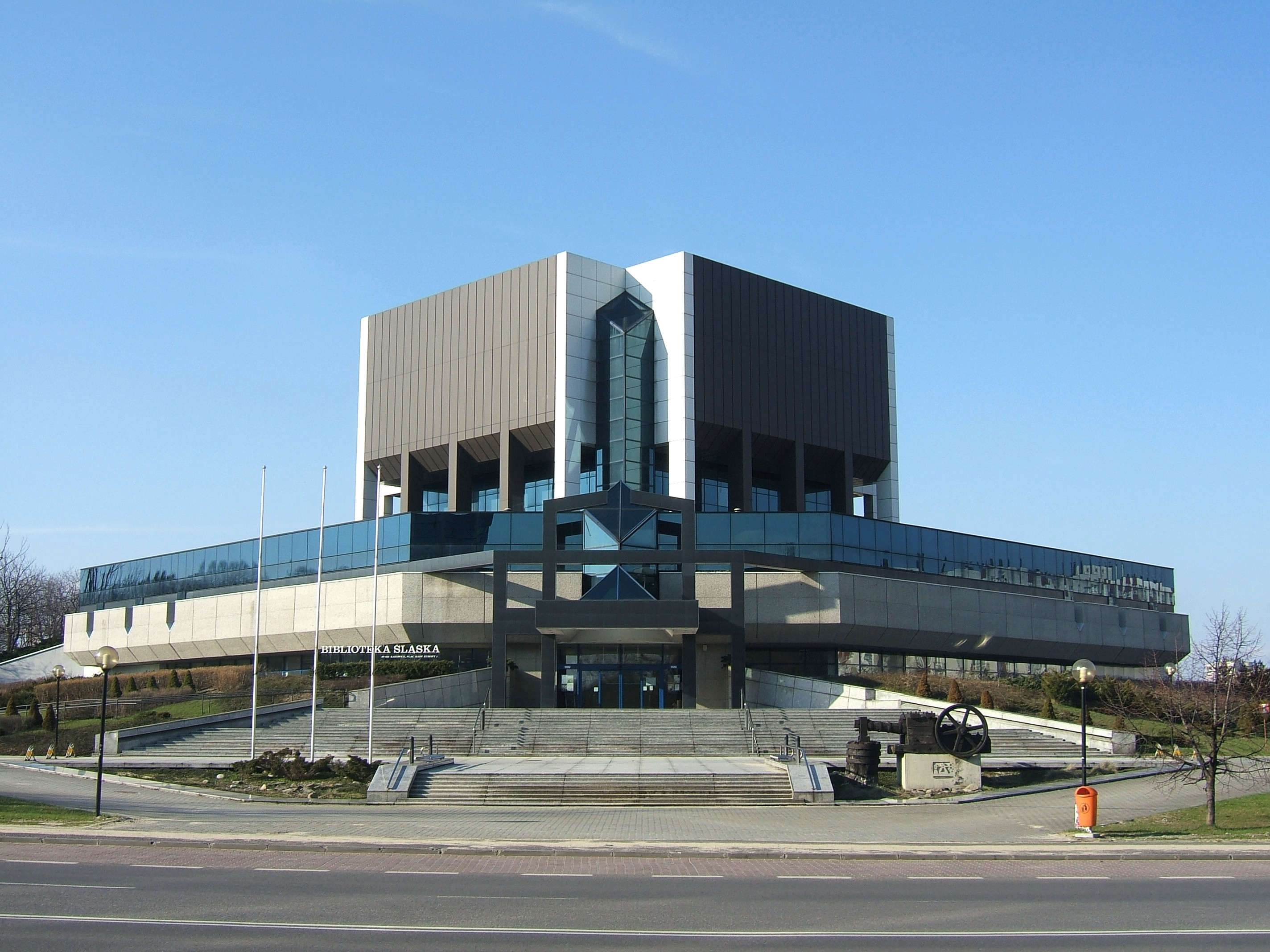
La Biblioteca de Silesia en Katowice.

El principal centro de enseñanza superior es la Universidad de Silesia, fundada en 1968. Katowice cuenta con cerca de ochenta institutos de educación secundaria, unos treinta y cinco gimnazjums y más de cincuenta colegios. Katowice es la sede de la Biblioteca de Silesia, una de las bibliotecas más modernas de Europa.

## Transporte aéreo
- Aeropuerto Internacional de Katowice

## Deportes
Katowice posee una larga tradición deportiva. Ha acogido campeonatos como el EuroBasket 2009, el Campeonato Europeo de Atletismo en Pista Cubierta de 1975, el Campeonato Europeo de Halterofilia de 1985, varias ediciones del Campeonato Mundial de Lucha (en 1974 y 1982), el Campeonato del Mundo amateur de culturismo de 1991 y el Campeonato Mundial de Voleibol Masculino de 2014. Las principales instalaciones de la ciudad son el Estadio de Silesia (el segundo estadio de fútbol más grande del país, tras el Estadio Nacional de Polonia) y el Spodek, el pabellón multiusos más grande del país.

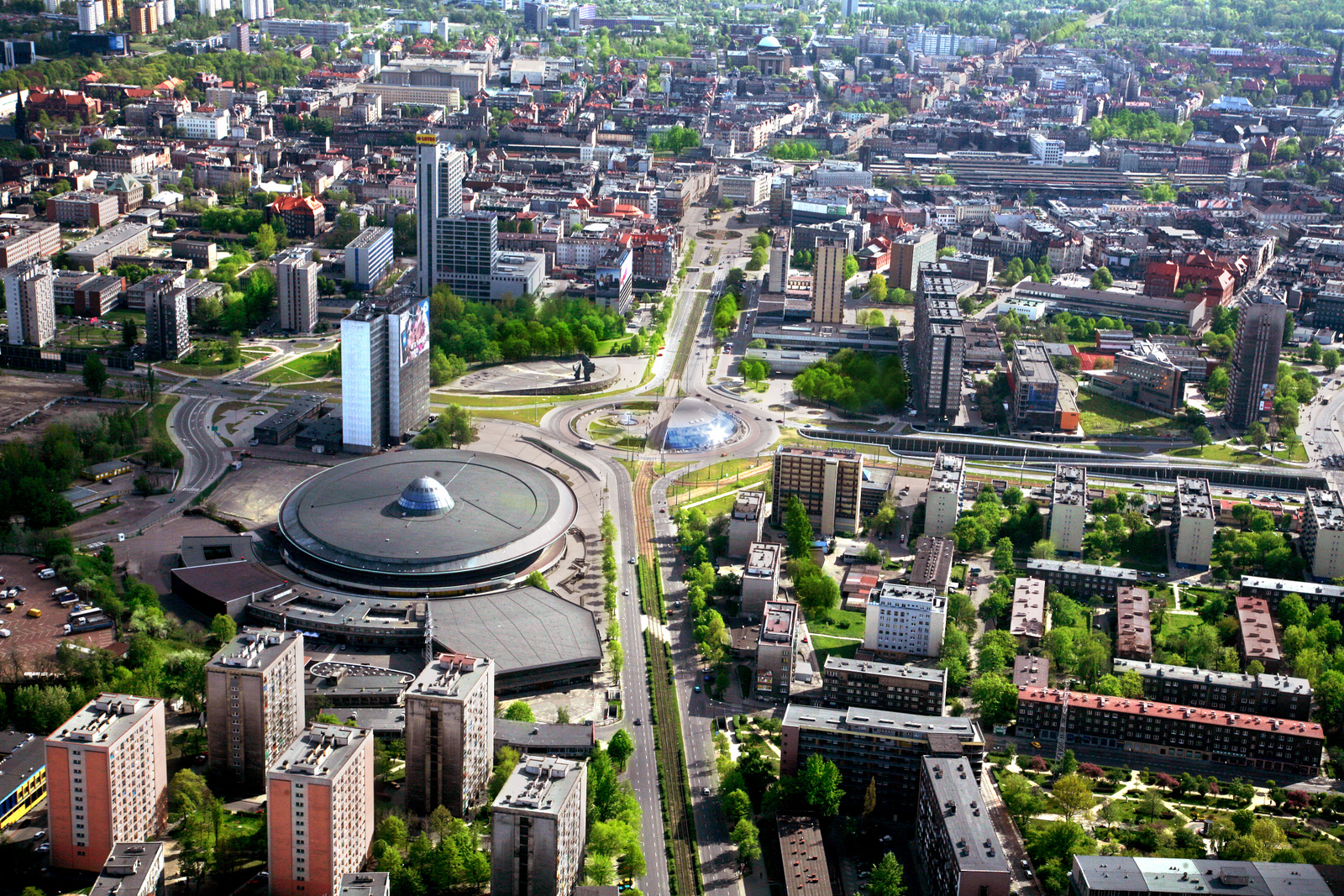
Vista del centro de Katowice.

El fútbol es el deporte más popular de Katowice. Cuando Katowice formaba parte del Imperio alemán, durante gran parte de la primera mitad del siglo XX, el 1. FC Katowice fue uno de los equipos más importantes de la Bundesliga. Tras la creación de la Segunda República Polaca, el 1. FC Katowice pasó a competir en la Ekstraklasa, pero la invasión de la Alemania Nazi a Polonia en 1939 hizo que el club volviera a jugar dentro de la Gauliga, la máxima categoría del fútbol alemán. El club desapareció en 1945, junto con la Alemania nazi; sin embargo, hay un club llamado F.C. Katowice que compite en la III Liga polaca desde su fundación en 2007.
Otros equipos de fútbol de Katowice son el GKS Katowice y el Rozwój Katowice (ambos compiten en la I Liga, la segunda división polaca de fútbol). En otras disciplinas deportivas, destaca el Silesia Rebels de fútbol americano, el EKS Katowice de la liga de waterpolo y el Naprzód Janów de hockey sobre hielo.
Además de eventos deportivos tradicionales, Katowice también es la cuna de la IEM Katowice, un encuentro de deportes electrónicos organizado por la empresa ESL y patrocinado por Intel Corporation, donde se celebran campeonatos de StarCraft II, League of Legends y CSGO.

## División administrativa

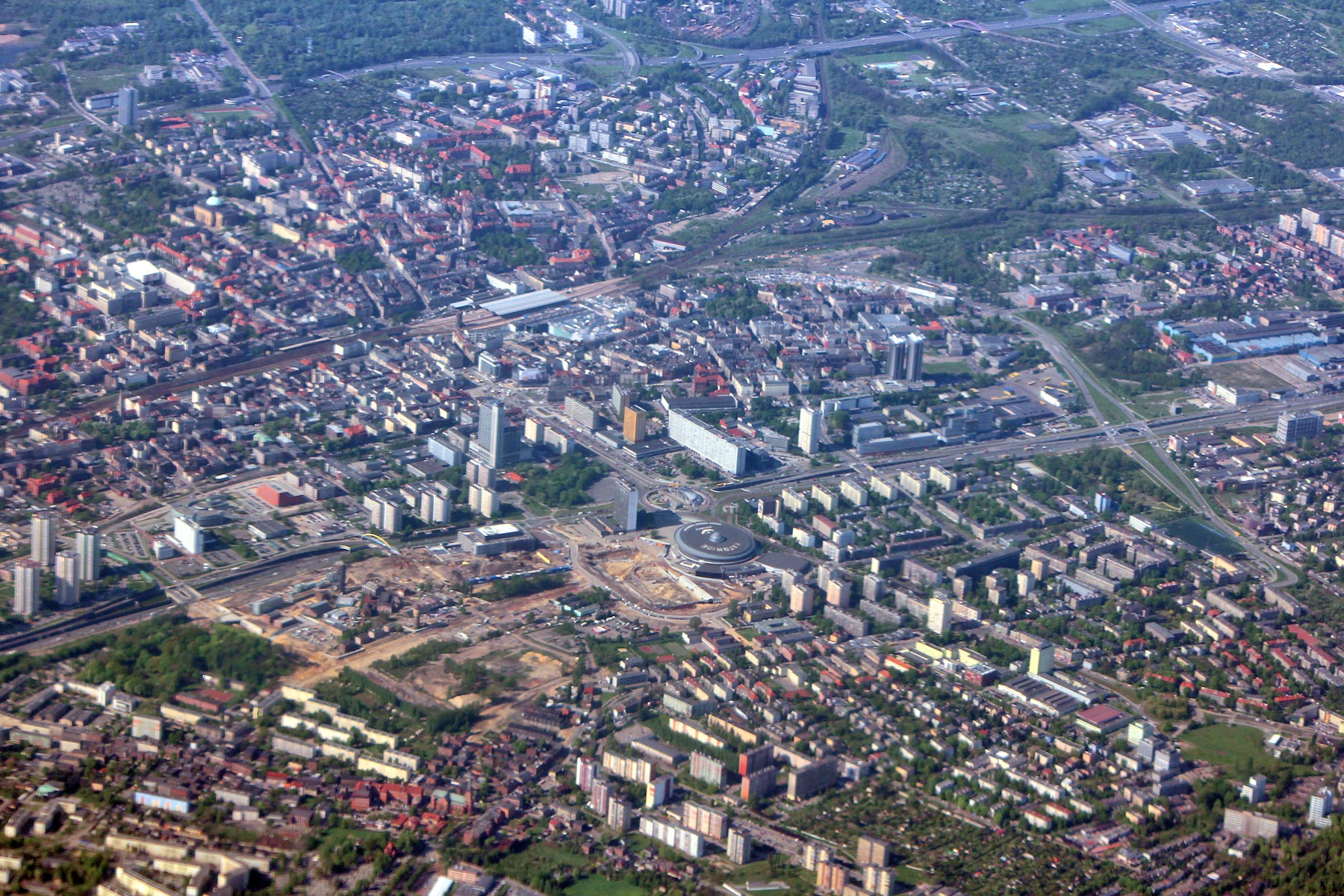
Vista aérea de Katowice.

Desde el 29 de septiembre de 1997 existen oficialmente, en Katowice, cinco agrupaciones de distritos (zespoły dzielnic), que a su vez se subdividen en 22 distritos (dzielnice).

Distritos de Katowice.

| I. Zespół dzielnic śródmiejskich (Centro) - 1. Śródmieście - 2. Koszutka - 3. Bogucice - 4. Osiedle Paderewskiego - Muchowiec II. Zespół dzielnic północnych (Norte) - 5. Załęże - 6. Osiedle Witosa - 7. Osiedle Tysiąclecia - 8. Dąb - 9. Wełnowiec - Józefowiec III. Zespół dzielnic zachodnich (Occidente) - 10. Załęska Hałda - Brynów - 11. Brynów - Osiedle Zgrzebnioka - 12. Ligota - Panewniki | IV. Zespół dzielnic wschodnich (Oriente) - 13. Zawodzie - 14. Dąbrówka Mała - 15. Szopienice - Burowiec - 16. Janów - Nikiszowiec - 17. Giszowiec V. Zespół dzielnic południowych (Sur) - 18. Murcki - 19. Piotrowice - Ochojec - 20. Zarzecze - 21. Kostuchna - 22. Podlesie |

## Religión
La mayoría de la población (95,1 %) practica la religión católica. Esta ciudad es la sede de la arquidiócesis de Katowice.

## Ciudades hermanadas
Katowice está hermanada con las siguientes ciudades:
- Košice (Eslovaquia).
- Colonia (Alemania).
- Groninga (Holanda).
- Miskolc (Hungría).
- Mobile (Estados Unidos).
- Odense (Dinamarca).
- Ostrava (República Checa).
- Saint-Étienne (Francia).
- St. Francis (Estados Unidos).
- Shenyang (China).

| Predecesor: Bonn | Sede de las Conferencias de las Naciones Unidas sobre el cambio climático 2018 | Sucesor: Bonn |